# Bobirwa
Bobirwa é um subdistrito de Botswana que possui duas cidades, Mmadinare e Bobonong, e 15 vilas.